# Hirvisaari (ö i Södra Savolax, Nyslott, lat 62,19, long 28,50)
Hirvisaari är en ö i Finland. Den ligger i sjön Enonvesi och i kommunen Nyslott i  landskapet Södra Savolax, i den sydöstra delen av landet, 290 km nordost om huvudstaden Helsingfors. Öns area är 58,8 hektar och dess största längd är 1,5 kilometer i nord-sydlig riktning.